# LibreELEC
LibreELEC (abreviatura de Libre Embedded Linux Entertainment Center) es una bifurcación sin fines de lucro de OpenELEC como dispositivo de software de código abierto, una distribución Linux suficiente para Kodi. Esta bifurcación se anunció en marzo de 2016 como una separación del equipo de OpenELEC tras "diferencias creativas", lo que llevó a la mayoría de sus desarrolladores activos en ese momento a unirse al nuevo proyecto LibreELEC. Esta es una bifurcación conservadora del proyecto OpenELEC con un mayor enfoque en las pruebas previas al lanzamiento y la gestión de cambios posterior al lanzamiento.

## Historia
| Versión de LibreELEC | Fecha de lanzamiento    | Versión de Kodi | Versión de Kodi | Kernel  | Anuncio                            |
| -------------------- | ----------------------- | --------------- | --------------- | ------- | ---------------------------------- |
| 7.0.0                | 4 de abril de 2016      | 16.1            | Jarvis          |         | LibreELEC (Jarvis) v7.0.0 RELEASE  |
| 8.0.0                | 22 de febrero de 2017   | 17.0            | Krypton         |         | LibreELEC (Krypton) v8.0.0 RELEASE |
| 8.0.1                | 24 de marzo de 2017     | 17.1            | Krypton         |         | LibreELEC (Krypton) v8.0.1 MR      |
| 8.0.2                | 26 de mayo de 2017      | 17.3            | Krypton         |         | LibreELEC (Krypton) v8.0.2 MR      |
| 8.2.0                | 28 de octubre de 2017   | 17.5            | Krypton         | 4.11.8  | LibreELEC (Krypton) v8.2.0 RELEASE |
| 8.2.1                | 21 de noviembre de 2017 | 17.6            | Krypton         |         | LibreELEC (Krypton) v8.2.1 MR      |
| 8.2.2                | 23 de diciembre de 2017 | 17.6            | Krypton         |         | LibreELEC (Krypton) 8.2.2 MR       |
| 8.2.3                | 21 de enero de 2018     | 17.6            | Krypton         |         | LibreELEC (Krypton) 8.2.3 MR       |
| 8.2.4                | 14 de marzo de 2018     | 17.6            | Krypton         | 4.9.59  | LibreELEC (Krypton) 8.2.4 MR       |
| 8.2.5                | 14 de abril de 2018     | 17.6            | Krypton         | 4.9.80  | LibreELEC (Krypton) 8.2.5 MR       |
| 9.0.0                | 2 de febrero de 2019    | 18.0            | Leia            |         | LibreELEC (Leia) 9.0.0 RELEASE     |
| 9.0.1                | 26 de febrero de 2019   | 18.1            | Leia            | 4.19.23 | LibreELEC (Leia) 9.0.1 MR          |
| 9.0.2                | 11 de mayo de 2019      | 18.2            | Leia            | 4.19.36 | LibreELEC (Leia) 9.0.2 MR          |
| 9.2.0                | 25 de noviembre de 2019 | 18.5            | Leia            |         | LibreELEC (Leia) 9.2.0             |
| 9.2.1                | 10 de marzo de 2020     | 18.6            | Leia            |         | LibreELEC (Leia) 9.2.1             |
| 9.2.2                | 28 de marzo de 2020     | 18.6            | Leia            |         | LibreELEC (Leia) 9.2.2             |
| 9.2.3                | 4 de junio de 2020      | 18.7.1          | Leia            |         | LibreELEC (Leia) 9.2.3             |
| 9.2.4                | 12 de agosto de 2020    | 18.8            | Leia            |         | LibreELEC (Leia) 9.2.4             |
| 9.2.5                | 24 de agosto de 2020    | 18.8            | Leia            |         | LibreELEC (Leia) 9.2.5             |
| 9.2.6                | 2 de noviembre de 2020  | 18.9            | Leia            |         | LibreELEC (Leia) 9.2.6             |
| 9.2.7                | 30 de mayo de 2021      | 18.9            | Leia            |         | LibreELEC (Leia) 9.2.7             |
| 9.2.8                | 18 de julio de 2021     | 18.9            | Leia            |         | LibreELEC (Leia) 9.2.8             |
| 10.0.0               | 26 de agosto de 2021    | 19.1            | Matrix          |         | LibreELEC (Matrix) 10.0.0          |
| 10.0.1               | 3 de noviembre de 2021  | 19.3            | Matrix          |         | LibreELEC (Matrix) 10.0.1          |
| 10.0.2               | 9 de marzo de 2022      | 19.4            | Matrix          |         | LibreELEC (Matrix) 10.0.2          |
| 10.0.3               | 17 de octubre de 2022   | 19.4            | Matrix          |         | LibreELEC (Matrix) 10.0.3          |
| 10.0.4               | 15 de enero de 2023     | 19.5            | Matrix          |         | LibreELEC (Matrix) 10.0.4          |
| 11.0.0               | 6 de marzo de 2023      | 20.0            | Nexus           |         | LibreELEC (Nexus) 11.0.0           |
| 11.0.1               | 24 de marzo de 2023     | 20.1            | Nexus           | 6.1.19  | LibreELEC (Nexus) 11.0.1           |
| 11.0.3               | 20 de julio de 2023     | 20.2            | Nexus           | 6.1.38  | LibreELEC (Nexus) 11.0.3           |
| 11.0.4               | 23 de diciembre de 2023 | 20.2            | Nexus           | 6.1.68  | LibreELEC (Nexus) 11.0.4           |
| 11.0.5               | 14 de enero de 2024     | 20.3            | Nexus           | 6.1.71  | LibreELEC (Nexus) 11.0.5           |
| 11.0.6               | 29 de enero de 2024     | 20.3            | Nexus           | 6.1.74  | LibreELEC (Nexus) 11.0.6           |
| 12.0.0               | 1 de mayo de 2024       | 21.0            | Omega           | 6.6.28  | LibreELEC (Omega) 12.0.0           |
| 12.0.1               | 26 de agosto de 2024    | 21.1            | Omega           | 6.6.46  | LibreELEC (Omega) 12.0.1           |
| 12.0.2               | 22 de enero de 2025     | 21.2            | Omega           | 6.6.71  | LibreELEC (Omega) 12.0.2           |